# 長體紫魚
長體紫魚，又稱長體姬鯛，為輻鰭魚綱鱸形目鱸亞目笛鯛科的其中一種，分布於西大西洋區，從美國南部至烏拉圭海域，棲息深度50-220公尺，本魚眼間隔平坦，眼大，胸鰭沒有達到肛門，體上側橘黃色或粉紅色;較低的兩側和腹部銀白色，尾鰭和背鰭末端邊緣黃色或橙色，其餘的魚鰭半透明或白色，背鰭硬棘10枚;背鰭軟條12枚;臀鰭硬棘3枚;臀鰭軟條8枚，體長可達23.3公分，屬肉食性，生活習性不明，可作為食用魚。